# Узі Барам
Узі Барам (івр. עוזי ברעם нар. 6 квітня 1937 Єрусалим) — ізраїльський політик, член кнесету, міністр.
Народився в Єрусалимі. Його батько, Моше Барам був протягом декількох термінів членом кнесету, а також займав міністерські пости: міністра праці і соціального забезпечення, міністра туризму, міністра внутрішніх справ.
Узі, як і його батько, вступив в партію МАПАЇ під час навчання в Єврейському університеті.
Член кнесету з 1977 по 2001 роки. У 1992—1996 — міністр туризму, в 1995 році — міністр внутрішніх справ Ізраїлю.